# 吉林蛟河农村商业银行
吉林蛟河农村商业银行，是一家总部位于中国吉林省蛟河市的农村商业银行。

## 历史
蛟河农商银行前身为蛟河市农村信用合作联社。1987年7月，蛟河县农村信用合作社联合社成立。2006年12月，蛟河市农村信用合作联社实现以县级联社统一法人。2012年12月27日，经中国银行业监督管理委员会吉林监管局“吉银监复2012[623]号”批准，正式改制为农村商业银行，吉林蛟河农村商业银行股份有限公司挂牌成立。
自2016年起，蛟河农商行大力开展资金业务，业务规模大幅上升。2016年末蛟河农商行的资金业务规模分别为108.69亿元，资金业务占总资产比例分别为68.13%。
- 同业业务（存放拆放同业款项、买入返售金融资产）
- 债券投资（交易性金融资产中的债券+持有至到期中的债券+可供出售金融资产）
- 应收款项类投资（或称为非标产品投资）。主要投资于信托产品、银行理财和资产管理计划或受益权等。

## 网点分布
除敦化支行，其余营业网点均在蛟河市。

## 经营规模
截至2018年末，蛟河农商行在蛟河市存贷款业务市场份额分别为34.80%和35.16%，市场占有率略有下降，但仍保持在第1位。
截至2019年3月末，该行存款规模为60.75亿元，较上年末增加5.46亿元。截至2019年一季度末，蛟河农商行不良贷款率4.79%，拨备覆盖率130.05%。
截至2019年一季度末，蛟河农商行核心一级资本充足率3.69%，资本充足率9.14%。 2019年3月末，蛟河农商银行核心一级资本净额为2.01亿元。